# Arquidiócesis de Brasilia
La arquidiócesis de Brasilia (en latín: Archidioecesis Brasiliapolitana y en portugués: Arquidiocese de Brasília) es una circunscripción eclesiástica latina de la Iglesia católica en Brasil, sede metropolitana de la provincia eclesiástica de Brasilia. La arquidiócesis tiene al arzobispo Paulo Cezar Costa como su ordinario desde el 21 de octubre de 2020.

## Territorio y organización
La arquidiócesis tiene 5814 km² y extiende su jurisdicción sobre los fieles católicos de rito latino residentes en el Distrito Federal.
La sede de la arquidiócesis se encuentra en la ciudad de Brasilia, en donde se halla la Catedral de Nuestra Señora Aparecida.
En 2020 en la arquidiócesis existían 150 parroquias.
La arquidiócesis tiene como sufragáneas a las diócesis de: Formosa, Luziânia y Uruaçu.

## Historia
La diócesis de Brasilia fue erigida el 16 de enero de 1960 con la bula Quandoquidem nullum del papa Juan XXIII, obteniendo el territorio de la arquidiócesis de Goiânia. Originalmente estaba inmediatamente sujeta a la Santa Sede.
El 11 de abril de 1962, con la carta apostólica Evangelii praeconum, el papa Juan XXIII proclamó a la Santísima Virgen María Inmaculada, conocida en portugués como Nossa Senhora da Conceiçao Aparecida, patrona principal de la arquidiócesis, y patrono secundario de san Juan Bosco.
El 11 de octubre de 1966 fue elevada al rango de arquidiócesis metropolitana con la bula De Brasiliani populi del papa Pablo VI.

## Estadísticas
De acuerdo al Anuario Pontificio 2021 la arquidiócesis tenía a fines de 2020 un total de 2 071 000 fieles bautizados.
| Año                                                                             | Población            | Población | Población      | Sacerdotes | Sacerdotes    | Sacerdotes    | Bautizados por sacerdote | Diáconos permanentes | Religiosos | Religiosos | Parroquias |
| Año                                                                             | Bautizados católicos | Total     | % de católicos | Total      | Clero secular | Clero regular | Bautizados por sacerdote | Diáconos permanentes | Varones    | Mujeres    | Parroquias |
| ------------------------------------------------------------------------------- | -------------------- | --------- | -------------- | ---------- | ------------- | ------------- | ------------------------ | -------------------- | ---------- | ---------- | ---------- |
| 1966                                                                            | 285 000              | 300 000   | 95.0           | 70         | 14            | 56            | 4071                     |                      | 64         | 270        | 26         |
| 1970                                                                            | 522 500              | 550 000   | 95.0           | 81         | 15            | 66            | 6450                     | 1                    | 117        | 336        | 28         |
| 1976                                                                            | 720 000              | 800 600   | 89.9           | 102        | 21            | 81            | 7058                     |                      | 114        | 360        | 40         |
| 1980                                                                            | 864 000              | 889 000   | 97.2           | 110        | 26            | 84            | 7854                     |                      | 124        | 402        | 45         |
| 1990                                                                            | 1 557 405            | 1 832 242 | 85.0           | 138        | 38            | 100           | 11 285                   | 2                    | 156        | 400        | 55         |
| 1999                                                                            | 1 441 000            | 1 802 000 | 80.0           | 232        | 103           | 129           | 6211                     | 15                   | 217        | 382        | 99         |
| 2000                                                                            | 1 460 000            | 1 825 000 | 80.0           | 253        | 139           | 114           | 5770                     | 15                   | 211        | 325        | 101        |
| 2001                                                                            | 1 573 240            | 2 043 169 | 77.0           | 237        | 125           | 112           | 6638                     | 19                   | 179        | 327        | 106        |
| 2002                                                                            | 1 573 240            | 2 043 169 | 77.0           | 239        | 130           | 109           | 6582                     | 22                   | 211        | 457        | 111        |
| 2003                                                                            | 1 400 056            | 2 051 146 | 68.3           | 249        | 129           | 120           | 5622                     | 29                   | 220        | 492        | 114        |
| 2004                                                                            | 1 417 181            | 2 064 553 | 68.6           | 249        | 131           | 118           | 5691                     | 22                   | 232        | 504        | 116        |
| 2006                                                                            | 1 417 181            | 2 064 553 | 68.6           | 281        | 139           | 142           | 5043                     | 36                   | 235        | 432        | 118        |
| 2012                                                                            | 1 555 000            | 2 267 000 | 68.6           | 312        | 184           | 128           | 4983                     | 71                   | 211        | 428        | 129        |
| 2015                                                                            | 1 925 310            | 2 852 372 | 67.5           | 331        | 192           | 139           | 5816                     | 99                   | 195        | 425        | 139        |
| 2018                                                                            | 2 040 445            | 3 039 444 | 67.1           | 324        | 193           | 131           | 6297                     | 98                   | 193        | 371        | 147        |
| 2020                                                                            | 2 071 000            | 3 015 268 | 68.7           | 356        | 217           | 139           | 5817                     | 101                  | 264        | 360        | 150        |
| Fuente: Catholic-Hierarchy, que a su vez toma los datos del Anuario Pontificio. |                      |           |                |            |               |               |                          |                      |            |            |            |

## Episcopologio
- José Newton de Almeida Baptista † (12 de marzo de 1960-15 de febrero de 1984 retirado)
- José Freire Falcão † (15 de febrero de 1984-28 de enero de 2004 retirado)
- João Braz de Aviz (28 de enero de 2004-4 de enero de 2011 nombrado prefecto de la Congregación para los Institutos de Vida Consagrada y las Sociedades de Vida Apostólica)
- Sérgio da Rocha (15 de junio de 2011-11 de marzo de 2020 nombrado arzobispo de San Salvador de Bahía)
- Paulo Cezar Costa, desde el 21 de octubre de 2020